# Orazio Maffei

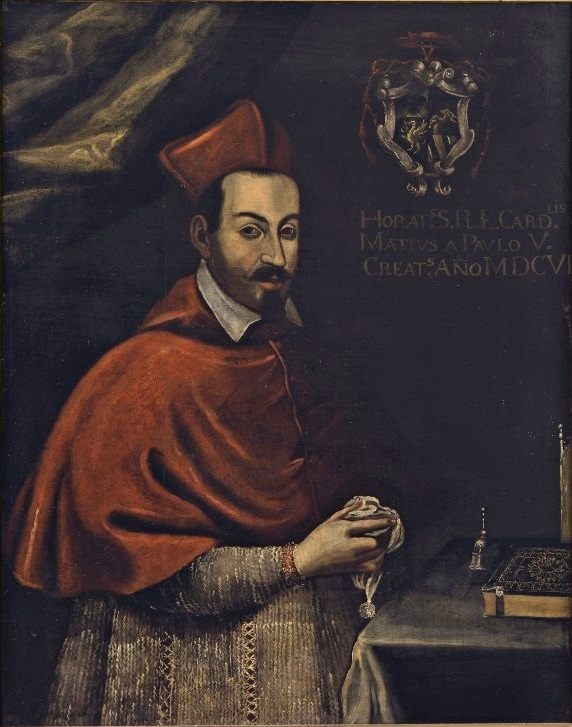
Kardinal Orazio Maffei (Gemälde von Emiliano Anonimo von 1606; Museo civico di Mirandola)

Orazio Maffei (* 1580 in Rom; † 11. Januar 1609 ebenda) war ein italienischer Erzbischof und Kardinal der Römischen Kirche.

## Leben
Geboren als zweites von fünf Kindern des Mario Maffei und dessen Ehefrau Plautilla Fabi, war er ein Neffe der Kardinäle Bernardino Maffei und Marcantonio Maffei sowie ein Cousin von Kardinal Marcello Lante. Orazio Maffei studierte an der Universität Perugia, wo er einen Doktorgrad erlangte. Unter dem Pontifikat von Paul V. wurde er Kleriker der Apostolischen Kammer, vom 11. Januar 1603 bis 1604 war er ferner Gouverneur von Civitavecchia.
Im Konsistorium vom 11. September 1606 kreierte Papst Paul V. Orazio Maffei zum Kardinaldiakon. Den roten Hut erhielt er am 14. September 1606 und die Titeldiakonie von San Giorgio in Velabro am 9. Oktober desselben Jahres. Am 7. Februar 1607 optierte er für die Kardinalsklasse der Kardinalpriester und erhielt Santi Marcellino e Pietro als Titelkirche.
Mit einer Dispens, da er noch nicht das kanonische Alter erreicht hatte, wurde Orazio Maffei am 3. September 1607 zum Erzbischof von Chieti erwählt. Die Bischofsweihe spendete ihm am Sonntag, dem 16. September 1607 in der Kirche San Silvestro al Quirinale Kardinal Marcello Lante; Mitkonsekratoren waren Metello Bichi, Bischof von Sovana, und Girolamo di Porzia, Bischof von Adria. Am 17. September 1607 empfing Orazio Maffei das Pallium.
Er starb am 11. Januar 1609 in Rom und wurde in der dortigen Kirche Santa Maria sopra Minerva im Grab seiner Vorfahren beigesetzt.